# 맥길헤니네눈주머니쥐
맥길헤니네눈주머니쥐(Philander mcilhennyi)는 남아메리카에 사는 주머니쥐의 일종이다. 브라질과 페루에서 발견된다. 눈 위의 흰 반점을 제외하고 몸 거의 전체가 검은색을 띤다. 통용명과 학명은 타바스코 소스 제조사 매킬러니 컴퍼니(McIlhenny Company)의 설립자 손자인 맥길헤니(John Stauffer "Jack" McIlhenny, 1909~1997)의 이름을 따서 지었다. 맥길헤니는 이 종을 발견한 1968년 루이지애나 주립 대학 탐사팀에 자금을 지원했다.